# Tamandaré (Pernambuco)
Tamandaré, também designada como Carneiros (em referência a Praia dos Carneiros), é um município do litoral sul do estado de Pernambuco, na Região Nordeste do Brasil. Pertence à Região Geográfica Intermediária do Recife e à Região Geográfica Imediata de Barreiros-Sirinhaém, localizando-se 109 quilômetros a sul da capital pernambucana. Ocupa uma área territorial de 214 km², sendo 1,416 km² de perímetro urbano. Segundo a estimativa populacional, sua população em 2014 era de cerca de 22 323 habitantes, sendo o 95° mais populoso município de Pernambuco.
A sede municipal tem uma temperatura média anual de 24,4 °C, tendo como vegetação nativa e predominante a Mata Atlântica, com trechos de restinga e manguezais. Com 73,23 % da população municipal vivendo na zona urbana, em 2009 Tamandaré dispunha de oito estabelecimentos de saúde. O seu Índice de Desenvolvimento Humano (IDH-M) é de 0,593, sendo considerado como baixo em comparação ao valor estadual.
A emancipação de Tamandaré é recente, tendo obtido sua separação do município de Rio Formoso em 28 de setembro de 1995, tendo, como base, a lei complementar n° 15, a qual permitia a emancipação de distritos desde que o mesmo possuísse uma população superior a 10 mil habitantes e pelo menos 30% do eleitorado. A ocupação das atuais terras é bastante antiga, tendo sua denominação graças ao acidente geográfico que é a Baía de Tamandaré.
Nos dias atuais, o município tem destaque na produção da cana-de-açúcar e no setor de prestação de serviços, influenciado principalmente pela prática do turismo na região litorânea. Um dos principais impulsionadores da economia da cidade, a Praia dos Carneiros foi eleita por internautas do site da TripAdvisor como a 12ª praia mais bela do mundo, ocupando a segunda colocação nacionalmente, atrás apenas da também pernambucana Baía do Sancho. Ainda no seu litoral, o município realiza, anualmente, o Tamandaré Fest, com apresentações de cantores e bandas nacionalmente conhecidas.
Tamandaré é uma cidade plana, com 16 km de praias, ainda preservando seus coqueirais.  Fica a cerca de cem quilômetros de distância da capital, Recife.

## Topônimo
A etimologia do topônimo é bastante controversa, havendo lexicógrafos que acreditam que o nome provém do tupi antigo tamandûaré, que significa "tamanduá diferente" (tamanduá, "tamanduá" + é, "diferente"). Outra teoria é a de que a palavra significa "repovoador", a partir do vocábulo tupi "tab-moi-inda-ré", que significa "o repovoador".
Segundo a lenda dos índios tupis que habitavam a costa brasileira no século XVI, Tamandaré era um pajé que fez uma fonte que inundou o mundo. Ele se abrigou no alto de uma palmeira com sua mulher. Quando a água baixou, o casal deu origem aos índios tupinambás.

## História
Por volta do ano 1000, a região foi invadida por povos tupis procedentes da Amazônia, que expulsaram os antigos habitantes, falantes de línguas macro-jês, para o interior do continente. Quando os primeiros europeus chegaram à região, no século XVI, ela era habitada pela tribo tupi dos caetés.
Na segunda metade do século XVI, Tamandaré não era mais do que uma praia selvagem, quando fazia parte das terras de Una e Rio Formoso, herdadas pelo coronel João Pais Barreto IV.
Em 1755, Tamandaré foi atingida pela onda gerada pelo Terremoto de Lisboa, causando duas mortes, num dos raros relatos registrados de um tsunami atingindo o Brasil.
Ao contrário do que se pensa, foi o município que deu nome ao título do marquês de Tamandaré, o patrono da marinha brasileira, e não o contrário. Em 1859, acompanhando o casal imperial em viagem ao norte do Brasil, de passagem por Pernambuco, Joaquim Marques Lisboa pediu ao imperador dom Pedro II para trazer os restos mortais de seu irmão, Manuel Marques Lisboa Pitanga, morto na Confederação do Equador, em 1824. Os despojos estavam sepultados no cemitério do pequeno porto de Tamandaré. Pelo gesto, quando o imperador resolveu fazê-lo barão, no ano seguinte, deu-lhe o título de barão de Tamandaré.
Tamandaré foi elevado a distrito em 1905, por influência das famílias Pimentel, Amorim Salgado e Salgado Accioli, descendentes dos Pais Barreto.
Obteve a sua emancipação política em 28 de setembro de 1995, tendo, como principal responsável, o empresário e político Francisco Pinto de Freitas. Este iniciou os trabalhos em parceria com o então pré-candidato a deputado estadual, Enoelino Magalhães de Lyra. Este, eleito deputado, apresentou o Projeto de Emancipação Política. Este, uma vez aprovado, foi sancionado pelo governador Miguel Arraes de Alencar. Após o projeto apresentado pelo deputado Enoelino Magalhães de Lyra, toda população de Tamandaré fez parte de um grande movimento, incluindo-se o na época vereador e depois primeiro prefeito do município Paulo Guimarães nas eleições de 1996, durante o governo de Miguel Arraes, após 8 Anos, em 2004 foi eleito o Prefeito Paulo Romero, que perdeu as eleições no ano de 2008 para o Prefeito Hildo Hacker, após 8 anos em 2016, lançou seu sobrinho Sérgio Hacker que venceu as eleições do mesmo ano e após 4 anos perdeu a reeleição para o Atual Prefeito Isaias Honorato (Carrapicho).

## Geografia
De acordo com o Instituto Brasileiro de Geografia e Estatística (IBGE), a área que forma o município tem uma extensão total de 214 307 km², sendo 1,416 km² constituindo a zona urbana e os 212 891 km² restantes formando a zona rural. Situa-se a 08º 45' 35" de latitude sul e 35º 06' 17" de longitude oeste e distando 109 km da capital estadual. Seus municípios limítrofes são Rio Formoso e Sirinhaém, a norte; Barreiros, a sul; Água Preta e Gameleira, a este; e o Oceano Atlântico, a leste.

### Relevo e meio ambiente

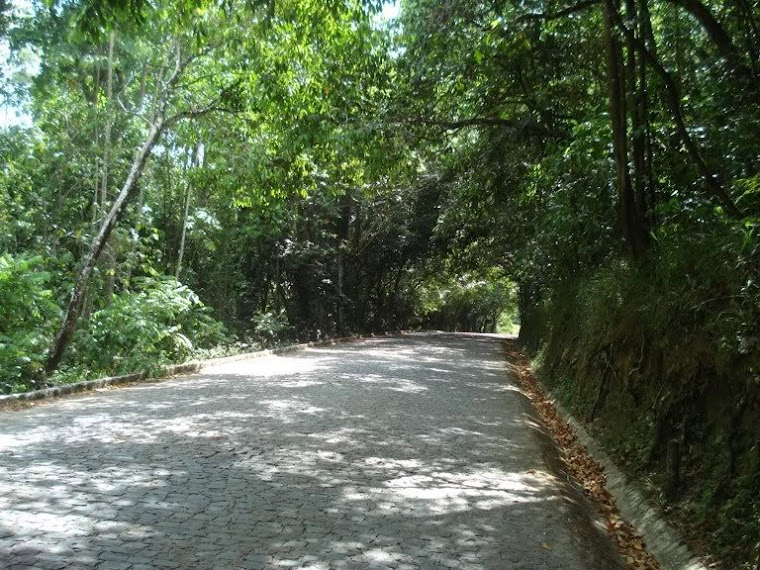
Reserva Biológica de Saltinho.

O relevo do município de Tamandaré está incluso na unidade das Superfícies Retrabalhadas, que são áreas que sofreram ou vêm sofrendo um retrabalhamento intenso ocasionado pela agricultura, sobretudo pela monocultura da cana-de-açúcar. Uma das características mais expressivas desse tipo de relevo é a sua dissecação e os seus vales geralmente profundos. Essa unidade geoambiental predomina em todo leste nordestino, por onde é conhecida como "mar de morros", antecedendo outra unidade chamada "Chapada da Borborema", caracterizada por solos pobres e vegetação hipoxerófila. Sua altitude média é de 8 metros acima do nível do mar, tendo uma predominância de morros a oeste e a existência de uma planície costeira a leste do município.
A vegetação nativa e predominante no município é a Mata Atlântica, tendo grande parte da cobertura original sido substituída pela monocultura da cana-de-açúcar. Suas florestas são constituída por árvores de médio e grande porte, formada por floresta densa e fechada, detendo uma rica biodiversidade. As árvores de grande porte formam uma espécie de microclima dentro da mata, com sombra e muita umidade. As espécies mais comuns são: palmeiras, bromélia, begônias, orquídeas, cipós, briófitas, pau-brasil, jacaranda, peroba, jequitibá-rosa, cedro, andira, ananas e figueiras. Muitas espécies animais que fazem parte desse bioma estão ameaçadas de extinção, tais como: mico-leão-dourado, bugio, tamanduá-bandeira, tatu-canastra, arara-azul-pequena e onça-pintada.
Localizada às margens da rodovia PE-060, a Reserva Biológica de Saltinho é uma das áreas de preservação da mata atlântica em Pernambuco, ocupando uma área de 548 hectares entre os municípios de Tamandaré e Rio Formoso,o antigo engenho de cana que ocupava o local converteu-se em um horto florestal na década de 1940 e mais tarde, em 1967, em uma estação experimental criada com intuito de desenvolver pesquisas relacionadas a espécies que ali habitam. Em 1983, a estação experimental passou a ser classificada como uma reserva biológica co  o objetivo de conservar integralmente a fauna e a flora local para fins científicos, sendo proibida qualquer forma de exploração dos seus recursos naturais. A reserva biológica conta com um órgão fiscalizador, que com ações de sensibilização, conseguiu reduzir a zero a caça dentro da reserva.

### Hidrografia
O território de Tamandaré encontra-se incluído nos domínios da bacia hidrográfica dos rios Una, Mamucabas e Ilhetas. Os dois últimos rios perfazem um caminho paralelo ao litoral e são ladeados por manguezais separados do mar por um estreito cordão arenoso. O Ilhetas, entretanto, em seu trecho a montante do manguezal, possui uma ampla várzea alagada que se estende por aproximadamente 4 quilômetros.
O rio Mamucabas encontra-se quase inteiramente localizado em solo tamandareense, nascendo a oeste da Reserva Biológica de Saltinho, próximo ao Sítio Barro Branco. Ao adentrar a reserva, o rio é represado, formando o reservatório que é responsável pelo abastecimento da cidade. Do local onde nasce à sua desembocadura, o Mamucabas chega a atingir o núcleo urbano supracitado, correndo no sentido noroeste-sudeste, tomando, a partir daí, a direção sul, na qual mantém seu curso até seu encontro com o rio Ilhetas, fazendo juntos o deságua no pontal que leva esse nome.
O rio Ilhetas tem sua nascente no sudoeste do município de Rio Formoso,bem próximo ao limite com Tamandaré, onde também se localizam as cabeceiras dos seus principais formadores - os córregos Primavera e Paraíso - tendo sua junção se dando a montante da sede do Engenho Duas Bocas. Da sua nascente, o Ilhetas corre em direção sudeste, indo de encontro à planície costeira. Quando próximo ao litoral, inflete a nordeste e se encontra com o rio Mamucabas.

### Clima
O clima tamandareense é classificado, segundo a Classificação climática de Köppen-Geiger, como tropical (tipo As´), com chuvas de outono-inverno. Suas chuvas são bem distribuídas ao longo do ano, não havendo uma estação verdadeiramente seca. A temperatura média anual é de 24,4 °C, caracterizando verões quentes e secos, e invernos mornos e úmidos. O mês mais quente é o de janeiro, com temperatura média de 25,5 °C, ocorrendo mínimas médias de 21,8 °C e máximas médias de 29,8°C. Apesar de janeiro possuir a maior temperatura média, o mês com maior máxima média é o de novembro, com máxima média de 30,0 °C. Os meses mais mornos são os de julho e agosto, possuindo ambos uma temperatura média de 22,9 °C, sendo o de agosto com a menor média de mínima (19,4 °C) e o de julho com a menor máxima média (26,1 °C). O outono e a primavera correspondem, respectivamente, ao início da estação chuvosa e o da seca.
A precipitação média anual é de 1 730 mm, tendo o mês de novembro como o mais seco do ano, quando há ocorrência média de 25,8 mm. O mês de maio é o mais chuvoso do ano, com média pluviométrica de 322 mm. O período chuvoso, ou inverno, inicia-se em março e perdura até o mês de julho, chovendo nesta época cerca de 1 279,3 mm. O período seco, ou verão, se inicia em outubro e dura até janeiro, chovendo neste período cerca de 159,7 mm. Os ventos são constantes todo o ano, entretanto, em algumas épocas do ano podem ocorrer ventos de forte intensidade geralmente acompanhados de chuva, que provocam a formação de uma tromba d'água, destelhamentos, queda de árvores, como o episódio registrado em maio de 2011.
| Dados climatológicos para Tamandaré         | Dados climatológicos para Tamandaré | Dados climatológicos para Tamandaré | Dados climatológicos para Tamandaré | Dados climatológicos para Tamandaré | Dados climatológicos para Tamandaré | Dados climatológicos para Tamandaré | Dados climatológicos para Tamandaré | Dados climatológicos para Tamandaré | Dados climatológicos para Tamandaré | Dados climatológicos para Tamandaré | Dados climatológicos para Tamandaré | Dados climatológicos para Tamandaré | Dados climatológicos para Tamandaré |
| Mês                                         | Jan                                 | Fev                                 | Mar                                 | Abr                                 | Mai                                 | Jun                                 | Jul                                 | Ago                                 | Set                                 | Out                                 | Nov                                 | Dez                                 | Ano                                 |
| ------------------------------------------- | ----------------------------------- | ----------------------------------- | ----------------------------------- | ----------------------------------- | ----------------------------------- | ----------------------------------- | ----------------------------------- | ----------------------------------- | ----------------------------------- | ----------------------------------- | ----------------------------------- | ----------------------------------- | ----------------------------------- |
| Temperatura máxima média (°C)               | 29,9                                | 29,8                                | 29,8                                | 28,7                                | 28,0                                | 27,1                                | 26,1                                | 26,5                                | 27,2                                | 28,7                                | 30,0                                | 29,9                                | 28,4                                |
| Temperatura mínima média (°C)               | 21,3                                | 21,6                                | 21,8                                | 21,4                                | 21,4                                | 20,4                                | 19,8                                | 19,4                                | 19,8                                | 20,4                                | 20,8                                | 21,2                                | 20,7                                |
| Precipitação (mm)                           | 53,5                                | 84,5                                | 204                                 | 238,3                               | 322                                 | 297                                 | 218                                 | 134,1                               | 72,4                                | 41,4                                | 25,8                                | 39                                  | 1 720,0                             |
| Fonte: Jornal do Tempo 22 de agosto de 2014 |                                     |                                     |                                     |                                     |                                     |                                     |                                     |                                     |                                     |                                     |                                     |                                     |                                     |

## Demografia
Segundo o Instituto Brasileiro de Geografia e Estatística (IBGE), em 2010 a população total do município foi contada em 20 715 habitantes. De acordo com o censo, 10 305 residentes eram do sexo feminino (49,75 %) e 10 410 residentes eram do sexo masculino (50,25 %). Ainda de acordo com os dados, 15 170 habitantes (73,23 %) viviam na zona urbana e os 5 545 restantes (26,77 %) na zona rural do município. Com relação à estimativa populacional para o ano de 2013, o IBGE estipulou uma população de 22 046 habitantes, sendo o 95° maior município pernambucano. Do número total de residentes em 2010, 6 222 pessoas (30,04 %) tinham menos de 15 anos de idade, 13 427 pessoas (64,82 %) tinham entre 15 e 64 anos e 1,066 pessoas (5,15 %) possuíam mais de 65 anos de idade. A esperança de vida ao nascer no município é de 69,7 anos e a taxa de fecundidade total é de 2,6 filhos por mulher.
No ano de 2010, a população tamandareense estava formada por 4 876 brancos (23,54 %), 1 062 negros (5,13 %), 14 686 pardos (70,90 %), 18 indígenas (0,09 %) e 73 amarelos (0,35 %). Levando em consideração a região de nascimento, 20 328 eram nascidos no Nordeste (98,13 %), 19 no Norte (0,09 %), 234 no Sudeste (1,13 %), 8 no Centro-Oeste (0,04 %) e 41 do Sul (0,20 %). 19 410 habitantes eram naturais do estado de Pernambuco (93,70 %), e desse total, 11 595 eram naturais de Tamandaré (55,97 %). Do total de 302 nascidos em outras regiões do país, Alagoas era o estado com maior presença, com 716 pessoas (3,45 %), seguido por São Paulo, com 184 pessoas (0,89 %) e a Paraíba, com 94 pessoas residentes no município (0,45 %).
O Índice de Desenvolvimento Humano Municipal (IDH-M) é considerado baixo pelo Programa das Nações Unidas para o Desenvolvimento (PNUD), sendo que seu valor é de 0,593 (95° maior do estado). Segundo o PNUD, a maior parte dos indicadores do município está abaixo da média nacional. Considerando-se somente o índice da educação o valor é de 0,479, o valor de longevidade é de 0,745 e o de renda é de 0,583. Entre os anos 2000 e 2010, a proporção de pessoas com a renda domiciliar per capita de até meio salário-mínimo foi reduzido de 67,8 % para 39,4 %. 60,6 % da população vive acima da linha da pobreza, 21,4 % vivem entre a linha da pobreza e 18 % abaixo. O coeficiente de Gini, usado para medir a desigualdade social, foi calculado em 0,558, sendo o valor mais próximo de 1,00 o pior resultado e o mais próximo a 0,00 o melhor. A participação dos 20 % mais ricos da cidade no rendimento total era de 58,8 %, ou seja, 23,1 vezes maior que a dos 20 % mais pobres, que era de apenas 4 %.
Segundo dados do censo 2010 realizado pelo IBGE, a população de Tamandaré está formada por 8 381 católicos (40,46 %), 7 857 evangélicos (37,93 %), 4 251 pessoas sem religião (20,52 %), 16 espíritas (0,04 %), 38 budistas (0,18 %) e 92 Testemunhas de Jeová (0,44 %). Circunscricionalmente, o município de Tamandaré sedia a Paróquia de São Pedro, e está subordinada à Diocese de Palmares.

## Política e administração
A administração do município é feita pelos poderes executivo e legislativo. Em 2014, o prefeito do município e detentor do poder executivo era José Hildo Hacker Junior, do Partido Social Democrático (PSD), vencedor das eleições municipais de 2012 com 8 382 votos (68,55% % dos votos). O poder legislativo do município é constituído pela câmara municipal, que, por sua vez, é formado por onze vereadores eleitos para mandato de quatro anos (em observância ao disposto no artigo 29 da Constituição), e está representada por três cadeiras do Partido do Movimento Democrático Brasileiro (PMDB), três cadeiras do Partido Social Democrático (PSD), duas cadeiras do Partido Trabalhista Brasileiro (PTB), uma do Partido Democrático Trabalhista (PDT), uma do Partido Trabalhista Cristão (PTC) e uma do Partido Comunista do Brasil (PC do B). Cabe à casa elaborar e votar leis fundamentais à administração e ao executivo, especialmente o orçamento participativo (Lei de Diretrizes Orçamentárias).
O município sedia a comarca de Tamandaré, correspondendo apenas ao território municipal, sendo instalado com a criação do município, em 1995. Nas eleições municipais de 2012, havia cerca de 14 657 eleitores, valor que representava 0,231 % de todos os votantes do estado de Pernambuco.

## Economia
A economia do município é baseada na produção agrícola, principalmente de cana-de-açúcar, e no turismo.

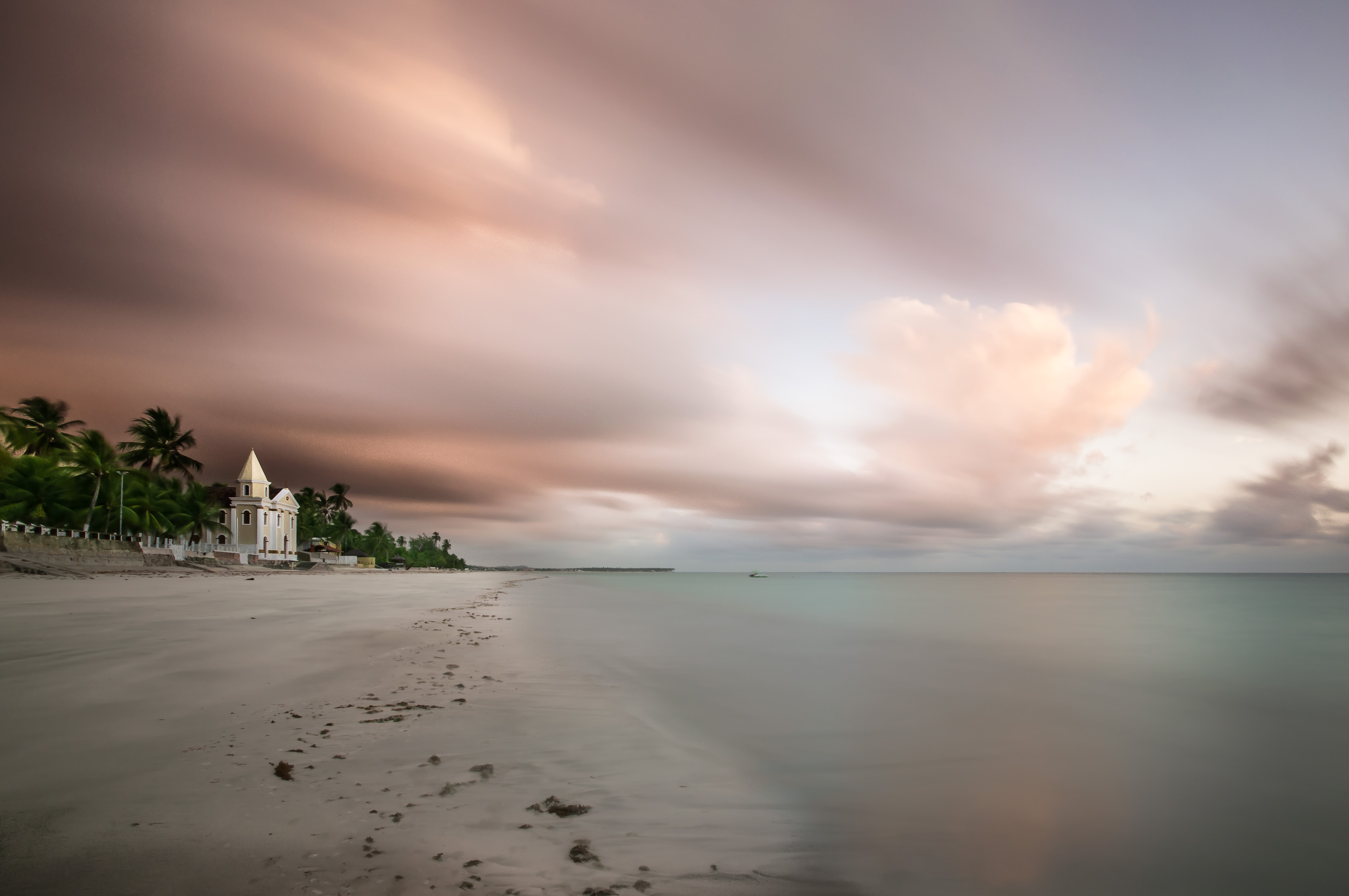
Igreja de São Pedro, Tamandaré.